# I’ll Never Love Again
«I’ll Never Love Again» (с англ. — «Я никогда не полюблю снова») — песня американской певицы Леди Гаги, впервые появившаяся 5 октября 2018 года на саундтреке фильма «Звезда родилась». В октябре-ноябре 2018 года возглавила цифровой чарт Словакии, вошла в десятку лучших хитов в нескольких странах. 27 мая 2019 года была издана дополнительным релизом в нескольких странах в качестве третьего радиосингла. Авторами песни стали сама Леди Гага, а также Натали Хемби, Хиллари Линдси и Aaron Raitiere.

## Информация о песне
Вместе с киноверсией песни, которая звучит в фильме, на саундтреке также представлена расширенная версия. Леди Гага написала песню совместно с Natalie Hemby, Хиллари Линдси и Aaron Raitiere. Оба трека спродюсировали Леди Гага и Бенджамин Райс. Песня исполнена в тональности G major в среднем темпе в 54 удара в минуту. Последовательность аккордов составляет Gadd2-Em7-Cmaj9-D9sus, а в припеве Gadd2-Em7(no3)-Cmaj9/E-D9sus. Вокал Леди Гага простирается от Соль3 до Ми5. Brian Truitt из журнала USA Today описал песню как «сентиментальную» балладу.

## Отзывы критиков
Песня, в целом, была одобрительно встречена музыкальными экспертами и обозревателями: Billboard («ошеломительная баллада», «лучшая сцена фильма», «поразительно красивая лирика»), The New York Times (сравнили с Harry Nilsson's «Without You» и Eric Carmen's «All by Myself», «изящество старой школы, эмоциональность и сила голоса»), Pitchfork, The Boston Globe, The Hollywood Reporter (предсказали номинацию на Оскар за лучшую песню к фильму), USA Today («трансцендентное достижение, которое в одиночку может превратить певицу-актрису в её первый „Оскар“, ещё раз напоминая нам, что она сейчас одна из лучших вокалистов в любом жанре, поп-музыке или в других».

## Награды и номинации
| Награда                  | Год  | Получатель                          | Категория                                     | Результат | Ссылки |
| ------------------------ | ---- | ----------------------------------- | --------------------------------------------- | --------- | ------ |
| iHeartRadio Music Awards | 2019 | I’ll Never Love Again               | Song That Left Us Shook                       | Победа    | [ 13 ] |
| Grammy Awards            | 2020 | I’ll Never Love Again(Film Version) | Лучшая песня, написанная для визуальных медиа | Победа    | [ 14 ] |

## Коммерческий успех
Песня дебютировала на 36-м месте в американском хит-параде Billboard Hot 100 и набрала затем в сумме 226,000 копий в США и к февралю 2019 собрала 66 млн стрим-потоков.

## Участник записи
По данным с альбома A Star Is Born.

### Персонал
- Леди Гага — автор, продюсер, вокал
- Natalie Hemby — автор
- Хиллари Линдси — автор
- Aaron Raitiere — автор
- Benjamin Rice — продюсер, звукоинженер
- Bo Bodnar — ассистент по записи
- Alex Williams — ассистент по записи
- Том Элмхирст — аудиомикширование
- Brandon Bost — звукоинженер по микшированию
- Рэнди Меррилл — аудиомастеринг
- Chris Johnson — ударные
- Jon Drummond — бас-гитара
- Brokkett Parsons — клавишные
- Tim Stewart — гитара
- Ricky Tillo — гитара

### Оркестр
- Stephen D. Oremus — инженер по струнным
- Peter Rotter — контрагент по струнным
- Alyssa Park — скрипка
- Julie Gigante — скрипка
- Charlie Bisharat — скрипка
- Jessica Guiderl — скрипка
- Bruce Dukov — скрипка
- Luanne Homzy — скрипка
- Benjamin Jacobson — скрипка
- Phillip Levy — скрипка
- Lisa Liu — скрипка
- Maya Magub — скрипка
- Lucia Micarelli — скрипка
- Josefina Vergara — скрипка
- Julie Gigante — скрипка
- Robert Brophy — альт
- Andrew Duckless — альт
- Matthew Funes — альт
- Darrin McCann — альт
- David Walther — альт
- Steve Eroody — виолончель
- Jacob Braun — виолончель
- Eric Byers — виолончель
- Dennis Karmazyn — виолончель
- Michael Valerio — контрабас
- Geoffrey Osika — контрабас

### Менеджмент
- Опубликовано Sony/ATV Songs LLC / SG Songs LLC (BMI) / Happygowrucke / Creative Pulse Music/These Are Pulse Songs (BMI).
- Все права администрированы These Are Pulse Songs, BIRB Music (ASCAP) / BMG Rights Management (US) LLC
- Warner Tamerlane Publishing Corp. / Super LCS Publishing / One Tooth Productions (BMI), Warner-Barham Music LLC (BMI)
- Внешнее администрирование Songs of Universal (BMI) / Warner-Olive Music LLC (ASCAP) admin. by Universal Music Corp. (ASCAP)
- Записано в Shrine Auditorium, EastWest Studios, The Village West (Лос-Анджелес)
- Смикшировано в Electric Lady Studios (Нью-Йорк)
- Мастеринг в Sterling Sound Studios (Нью-Йорк)

## Позиции в чартах
В США песня достигла 36 места хит-парада Billboard Digital Songs.
| Чарт (2018)                              | Высшая позиция |
| ---------------------------------------- | -------------- |
| Австралия (ARIA)                         | 15             |
| Австрия (Ö3 Austria Top 40)              | 73             |
| Канада (Billboard Canadian Hot 100)      | 43             |
| Чехия (Singles Digitál Top 100)          | 52             |
| Euro Digital Songs (Billboard)           | 5              |
| Франция (SNEP)                           | 61             |
| Greece Digital Songs (Billboard)         | 3              |
| Венгрия (Single Top 40)                  | 4              |
| Ирландия (IRMA)                          | 10             |
| Италия (FIMI)                            | 61             |
| Luxembourg Digital Songs (Billboard)     | 9              |
| Malaysia (RIM)                           | 18             |
| New Zealand Hot Singles (RMNZ)           | 13             |
| Португалия (AFP)                         | 46             |
| Шотландия (OCC Scotland)                 | 5              |
| Словакия (Singles Digitál Top 100)       | 1              |
| South Korea International Digital (Gaon) | 52             |
| Spain Physical/Digital (PROMUSICAE)      | 3              |
| Швеция (Sverigetopplistan)               | 47             |
| Швейцария (Schweizer Hitparade)          | 14             |
| Великобритания (OCC UK Singles)          | 27             |
| США (Billboard Hot 100)                  | 36             |

## Сертификации
| Регион | Сертификация | Продажи   |
| --- | ------------ | --------- |
| Австралия (ARIA) | Золотой      | 35 000    |
| Франция (SNEP) | Золотой      | 100 000   |
| Италия (FIMI) | Золотой      | 25 000    |
| Великобритания (BPI) | Золотой      | 400 000   |
| США (RIAA) | Платиновый   | 1,000,000 |
| * Данные о продажах приведены только на основе сертификации. · ^ Данные о тиражах приведены только на основе сертификации. · Данные о продажах + прослушиваниях приведены только на основе сертификации. |              |           |